# صناعات ثقيلة

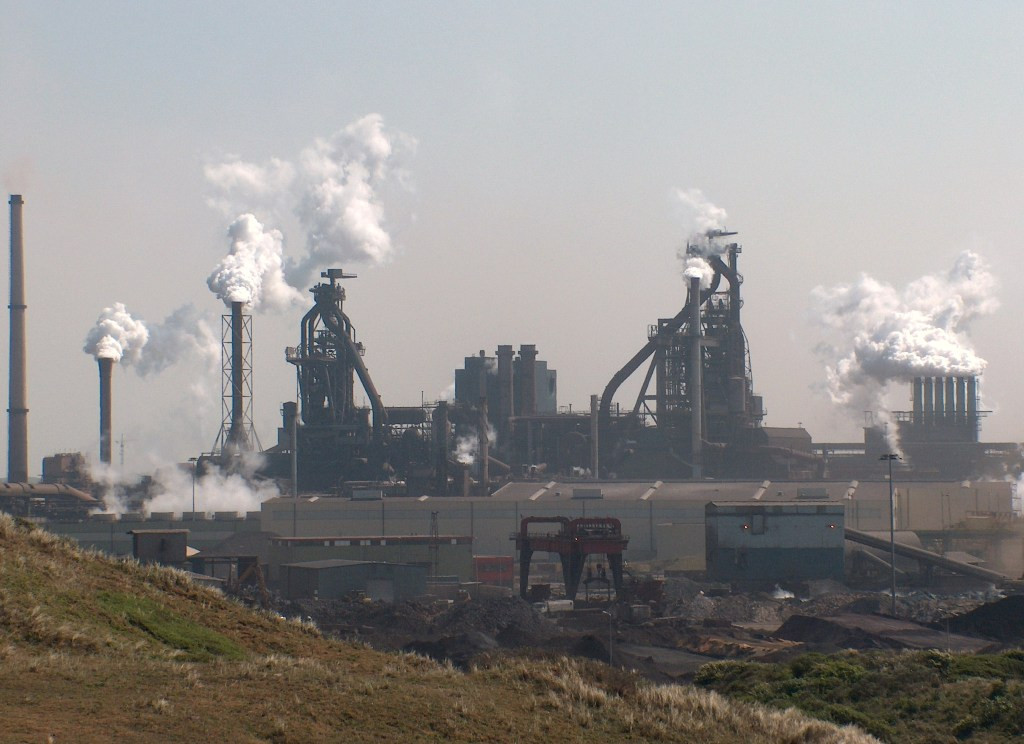

لا يوجد معنى واحد وثابت للصناعة الثقيلة مقارنة بالصناعة الخفيفة. فمن الممكن أن تعني إنتاج المنتجات الثقيلة في الوزن أو الثقيلة بحسب عملية الإنتاج نفسها. وبصفة عامة، هناك مصطلح شائع مستخدم في أسماء العديد من الشركات اليابانية والكورية وهو معنى «البناء» للمشروعات الكبرى. ومن هذه المشروعات على سبيل المثال، تشييد المباني الكبرى والمصانع الكيماوية وصواريخ إتش-آي آي أيه، كما تشمل أيضًا إنتاج معدات البناء مثل الرافعات والجرافات. وبدلاً من ذلك، يمكن أن نعمم مشروعات الصناعة الثقيلة على أنها استثمارات تتطلب رأس مال كثيفًا أو تتطلب موارد، ومرافق، وإدارة أكبر وأكثر تطوراً.
ويعتمد الكثير من شركات شرق آسيا على الصناعات الثقيلة كجزء من الاقتصاد بشكل عام. ويوجد العديد من الشركات اليابانية والكورية التي تحمل في طيات اسمها «صناعات ثقيلة» هي أيضًا مصنعة لمنتجات الطيران والأسلحة الدفاعية، إلى جانب كونها شركات الصناعات العسكرية لحكومات بلدانها مثل الشركة اليابانية فوجي للصناعات الثقيلة والكورية هيوندا روتيم وهي مشروع مشترك بين هيونداي للصناعات الثقيلة ودايو للصناعات الثقيلة.

## القانون والحكومة
غالبًا ما تعرف الصناعات الثقيلة كنوع من الأعمال التي تحمل رؤوس أموال كبيرة (كثيفة رأس المال) وهناك عوائق كبيرة فيما يتعلق بالدخول والنقل. يشير مصطلح «الثقيلة» إلى أن المنتجات التي تنتجها شركات الصناعات الثقيلة هي صناعات مثل الحديد، والنفط، والفحم، والسفن، وما إلى ذلك. كما يشير هذا المصطلح اليوم أيضًا إلى الصناعات التي تتسبب في حدوث اختلال في البيئة مثل التلوث وإزالة الغابات إلخ.
وتركز هذه التعريفات على خطورة استثمار أي رأس مال مطلوب لبدء إنتاج أو تأثير علم البيئة لمصادرها المرتبطة التي تجمع الممارسات والمنتجات. وبهذا المعنى يعتبر تصنيع نبائط أشباه الموصلات «أثقل من» إلكترونات الاستهلاكية حتى في حالة أن دارة متكاملة أخف من المنتجات التي تتحكم فيها.
وفي بعض الأحيان تسمى الصناعات الثقيلة تسمية خاصة في قوانين التقسيم إلى مناطق محلية.